# Uxuma impudica
Uxuma impudica là một loài nhện trong họ Salticidae.
Loài này thuộc chi Uxuma. Uxuma impudica được Eugène Simon miêu tả năm 1902.